# Eptesicus furinalis
Eptesicus furinalis là một loài động vật có vú trong họ Dơi muỗi, bộ Dơi. Loài này được d'Orbigny mô tả năm 1847.